# Edmundo Jordá

La Bonaventura, Edmundo Jordá, 98 x 147 cm, Óleo sobre lienzo, Colección Municipal de Arte de Ancoy

Edmundo Jordá Pascual (Alcoy, 1877-Alcoy, 1954) fue un pintor, diseñador e ilustrador valenciano.

## Biografía
Fue alummo de los pintores alcoyanos Lorenzo Casanova Ruiz y Fernando Cabrera Cantó. El Ayuntamiento de Alcoy le costeó en 1904 una pensión para que estudiase en la Academia de Bellas Artes de San Fernando, en Madrid. Allí tuvo al pintor alcoyano Emilio Sala como profesor suyo, que a partir de 1906 sería catedrático de dicha institución.
Más tarde, ejerció como profesor de dibujo en la Escuela Industrial de Alcoy. Participó en numerosas exposiciones en Alicante, Valencia, Madrid y Barcelona. En 1909 empieza su colaboración en el diario Heraldo de Alcoy.
Realizó retratos, paisajes y bocetos de tipo industrial. El Ayuntamiento de Alcoy posee obra suya en su colección de pintura municipal.
Realizó numerosos diseños de vestidos para las fiestas de Moros y Cristianos de Alcoy, fiestas en las que también trabajó como decorador. Obra suya es el icono publicitario del negrito de la marca de papel de fumar Pay-Pay, de la casa "Bambú".